# Região Geográfica Imediata de Ji-Paraná

Localização da Região Imediata de Ji-Paraná em Rondônia.

A Região Geográfica Imediata de Ji-Paraná é uma das 6 regiões imediatas do estado brasileiro de Rondônia, uma das 3 regiões imediatas que compõem a Região Geográfica Intermediária de Ji-Paraná e uma das 509 regiões imediatas no Brasil, criadas pelo IBGE em 2017. É composta de 13 municípios.

## Municípios
Esta região geográfica imediata é composta de 13 municípios.
| Região geográfica imediata | Municípios | População Estimativa 2018 | Área (km²) |
| -------------------------- | --- | ------------------------- | ---------- |
| Ji-Paraná                  | Alvorada d'Oeste Costa Marques Ji-Paraná Mirante da Serra Nova União Ouro Preto do Oeste Presidente Médici São Francisco do Guaporé São Miguel do Guaporé Seringueiras Teixeirópolis Urupá Vale do Paraíso | 312 040                   | 45 091,333 |